# 浅野豊美
浅野 豊美（あさの とよみ、男性、1964年 - ）は、日本の国際政治学者・歴史学者。早稲田大学政治経済学術院教授（日本政治史）。
浅野清治の玄孫。福島県伊達郡桑折町（旧睦合村）生まれ。

## 人物
専門は日本政治外交史・東アジア国際関係史。「日本帝国史」や「冷戦史」と通称される日本周辺地域をめぐる国際政治史を、東アジアの地域形成の試みと挫折、変質、アメリカによる再編成過程としてとらえることを提唱する、東アジア地域史のパイオニア。
台湾、満洲における統治国家が、どのような法制度を構築していたのかを材料として、帝国の起源、変質、解体をまとめた研究を、名古屋大学出版会から刊行。近年は、在外財産という帝国法制上の「権利」についての法的性格を巡る議論を中心に、戦後日本と周辺地域諸国との国交正常化問題を占領や講和条約にさかのぼって包括的に把握することを目指し研究を展開している。
2008年に出版した『帝国日本の植民地法制』で、第38回吉田茂賞と、第25回大平正芳記念賞を受賞。

## 学歴
- 1982年 - 福島県立福島高等学校卒業
- 1988年 - 東京大学教養学部卒業[1]
- 1998年 - 東京大学大学院総合文化研究科国際社会学専攻博士課程単位取得退学。
- 2009年 - 東京大学より博士（学術）の学位を取得、学位論文は「帝国日本の植民地法制 : 法域統合と帝国秩序」[2]。

## 職歴
- 1994年-1995年 ハーバード大学ライシャワー日本研究所客員研究員[3][リンク切れ]
- 1995-1996年 財団法人交流協会日台交流センター嘱託
- 1998-2000年 早稲田大学アジア太平洋研究センター助手[1]、放送大学非常勤講師
- 2000-2004年 中京大学教養部助教授
- 2005-2015年　中京大学国際教養学部教授
- 2015年-　早稲田大学政治経済学部教授（日本政治史担当）[1]

## 社会的活動
- 1997-1999年 アジア女性基金、 「慰安婦」関係資料委員会委員。
- 2001-2002年 国際日本文化研究センター客員助教授、「日本植民地法制度の形成と展開に関する構造的研究」に関する研究班代表。

## 著書

### 単著
- 『帝国日本の植民地法制――法域統合と帝国秩序』（名古屋大学出版会､ 2008年）：吉田茂賞、大平正芳記念賞

### 編著
- 『南洋群島と帝国・国際秩序』（慈学社、2007年）
- 『戦後日本の賠償問題と東アジア地域再編』（慈学社、2013年）

### 共編著
- （松田利彦）『植民地帝国日本の法的構造』（信山社出版、2004年）
- （松田利彦）『植民地帝国日本の法的展開』（信山社出版、2004年）
- （李鍾元・木宮正史）『歴史としての日韓国交正常化　脱植民地化編』（法政大学出版局、2012年）
- （李鍾元・木宮正史）『歴史としての日韓国交正常化　東アジア冷戦編』（法政大学出版局、2012年）

### 訳書
- マーク・ピーティ『植民地――帝国50年の興亡』（読売新聞社、1996年）

### 資料集・編纂・監修・解説
- 『関東州租借地と南満洲鉄道附属地〔中・後編〕』（外務省条約局発行、龍渓書舎復刻、2004年）
- 『大東亜法秩序・日本帝国法制関係資料』（龍渓書舎、2005年-）
  - 『第一期 司法資料一般（全10巻）』（2005年）
  - 『第二期 南方軍政監部資料（全10巻）』（2006年）
  - 『第三期 満州国関係・蒙彊政府関係資料（全16巻）』（2008年）
- 『故郷へ――帝国の解体・米軍が見た日本人と朝鮮人の引揚げ』（現代史料出版、2005年）
- （李東俊・吉澤文寿）『日韓国交正常化問題資料 基礎資料編』全5巻（現代史料出版、2010年5月）
- （李東俊・吉澤文寿）『日韓国交正常化問題資料 第一期 1945-1953年』全9巻（現代史料出版、2010年11月）

## 論文

### 共著書・所収論文
- 「戦中戦後の朝河貫一――自由主義の衰退と再生をめぐる戦後構想」朝河貫一研究会編『甦る朝河貫一』（国際文献印刷､ 1998年）
- 「蜃気楼に消えた『独立』――満州国の条約改正と国籍法」『近代日本文化論講座（2）日本人の自己認識』（岩波書店､ 1999年）
- 日本帝国における台湾「本島人」と「清国人」の狭間--国籍選択権と台湾法制､ Journal of Taiwan studies､ 2000
- 「折りたたまれた帝国」細谷千博・入江昭・大芝亮編『記憶としてのパールハーバー』（ミネルヴァ書房､ 2004年）
- 「帝国と地域主義の分水嶺――保護国韓国の治外法権廃止と在韓日本人課税問題」『日露戦争の新視点』（成文社､ 2005年）
- 「保護下韓国の条約改正と帝国法制――破綻した日韓両国内法の地域主義的結合」酒井哲哉編『「帝国」日本の学知（1）帝国編成の系譜』（岩波書店､ 2006年）
- 「北ビルマ・雲南作戦と日中戦争」波多野澄雄・戸部良一編『日中戦争の軍事的展開』（慶應義塾大学出版会､ 2006年）
- 「台湾の日本時代をめぐる歴史認識」劉傑・三谷博・楊大慶編『国境を越える歴史認識』（東京大学出版会､ 2006年）
- 「日本の最終的条約改正と韓国版条約改正」伊藤之雄・李盛煥編『伊藤博文と韓国統治』（ミネルヴァ書房､2009年)
- 'Between the Collapse of the Japanese Empire and the Normalization of the Relations with South Korea,’"Comparative Imperiology I," ed. Kimitaka Matsuzato (松里公孝), by Slavic Research Center of Hokkaido University.
- 「ポーレー・ミッション―賠償問題と帝国の地域的再編」小林道彦・中西寛編『歴史の桎梏を越えて-20世紀日中関係への新視点』（千倉書房、2010年）

### 雑誌論文
- 「ワシントン体制と日本のソ連承認」(『国際関係論研究』第7号､1989年）
- 「日本帝国最後の再編――『アジア諸民族の解放』と朝鮮・台湾統治」(『研究シリーズ』第35号､1996年）
- 「近代日本植民地台湾における条約改正――居留地と法典導入」『台湾史研究』第14号（1997年）
- 「満州国における治外法権問題と国籍法」(『渋沢研究』第11号､1998年）
- 「日本帝国における台湾『本島人』と『清国人』の狭間――国籍選択と台湾法制」(『現代台湾研究』第19号､2000年）
- 「日本帝国の統治原理――『内地延長主義』と帝国法制の構造的展開」(『社会科学研究』第21巻1・2号､2001年）
- 「国際関係から見た台湾法制の起源――原敬と陸奥条約の台湾適用問題」(『社会科学研究』第25巻1号､2004年）
- 「米国施政権下の琉球地域への引揚――折りたたまれた帝国と重層的分離」(『社会科学研究』第26巻1号､2005年）
- 「北ビルマ・雲南戦線における日本軍の作戦展開と「慰安婦」達」(『軍事史学(日中戦争再論)』第43巻第3・4号、2008年3月)
- 「日韓国交正常化の際のヒトと法人の請求権-分離に伴う企業清算を中心に」(『中京企業研究』第31巻､2009年)